# バレーボール女子世界選手権
バレーボール女子世界選手権（ばれーぼーるじょしせかいせんしゅけん、英語: FIVB Women's World Championship）は1952年から始まったバレーボール世界選手権の女子大会である。

## 概要
第1回の開催国はソビエト連邦（当時）で出場国は8か国だった。日本での初出場は第3回のブラジル大会で銀メダルを獲得。
1962年大会では日本がソビエト連邦を破り優勝した。ここからしばらくの間、日本とソビエトの2強時代が続いた。1967年1月に行われた日本大会は、出場国は4か国（日本・アメリカ合衆国・韓国・ペルー）で、その理由は北朝鮮が正式国名になっていないため、国旗掲揚・国歌演奏が行われなかったことを不服として参加を拒否。ソビエト連邦が同調し参加を取りやめた。日本が優勝したものの史上最も盛り上がらない大会となり、世界選手権の伝統と権威が揺らぐものとなり、国際問題となった。1974年大会も日本が優勝した。
2006年は男女共同で日本で開催されたが、2005年11月には2010年の女子大会も日本で行われることが決定した。女子大会が2大会連続で同一国で開催されるのは史上初である。
2022年大会より開催地決定は公募制となった。

## 競技方式（出場枠・試合形式）

### 出場枠
出場チーム数は何度も変更が行われているが、現在の出場チーム数は24チームである（2002年より）。開催国と前回大会優勝チームが出場できるほか、各大陸における予選を勝ち抜いた上位チームが出場となる。出場できるチーム数の各大陸の内訳はFIVBランキングを元に決定される。ただし、2022年大会は、予選は特別に行われず、開催国と2018年大会優勝チームに加え、2021年度の各大陸選手権の優勝チームと準優勝チームに出場権が与えられ、それ以外はFIVBランキング上位に出場権が与えられた。

### 試合方式
試合方式は年ごとに変わっているが、2025年大会では、FIFA女子ワールドカップと同じ大会方式となった。

## 成績
| 開催年           | 数 | 開催国              | 優勝           | 準優勝         | 3位              | 4位              |
| ---------------- | -- | ------------------- | -------------- | -------------- | ---------------- | ---------------- |
| 1952年（第1回）  | 8  | ソビエト連邦        | ソビエト連邦   | ポーランド     | チェコスロバキア | ブルガリア       |
| 1956年（第2回）  | 17 | フランス            | ソビエト連邦   | ルーマニア     | ポーランド       | チェコスロバキア |
| 1960年（第3回）  | 10 | ブラジル            | ソビエト連邦   | 日本           | チェコスロバキア | ポーランド       |
| 1962年（第4回）  | 10 | ソビエト連邦        | 日本           | ソビエト連邦   | ポーランド       | ルーマニア       |
| 1967年（第5回）  | 4  | 日本                | 日本           | アメリカ合衆国 | 韓国             | ペルー           |
| 1970年（第6回）  | 16 | ブルガリア          | ソビエト連邦   | 日本           | 北朝鮮           | ハンガリー       |
| 1974年（第7回）  | 23 | メキシコ            | 日本           | ソビエト連邦   | 韓国             | 東ドイツ         |
| 1978年（第8回）  | 23 | ソビエト連邦        | キューバ       | 日本           | ソビエト連邦     | 韓国             |
| 1982年（第9回）  | 24 | ペルー              | 中国           | ペルー         | アメリカ合衆国   | 日本             |
| 1986年（第10回） | 16 | チェコスロバキア    | 中国           | キューバ       | ペルー           | 東ドイツ         |
| 1990年（第11回） | 16 | 中国                | ソビエト連邦   | 中国           | アメリカ合衆国   | キューバ         |
| 1994年（第12回） | 16 | ブラジル            | キューバ       | ブラジル       | ロシア           | 韓国             |
| 1998年（第13回） | 16 | 日本                | キューバ       | 中国           | ロシア           | ブラジル         |
| 2002年（第14回） | 24 | ドイツ              | イタリア       | アメリカ合衆国 | ロシア           | 中国             |
| 2006年（第15回） | 24 | 日本                | ロシア         | ブラジル       | セルビア         | イタリア         |
| 2010年（第16回） | 24 | 日本                | ロシア         | ブラジル       | 日本             | アメリカ合衆国   |
| 2014年（第17回） | 24 | イタリア            | アメリカ合衆国 | 中国           | ブラジル         | イタリア         |
| 2018年（第18回） | 24 | 日本                | セルビア       | イタリア       | 中国             | オランダ         |
| 2022年（第19回） | 24 | オランダ ポーランド | セルビア       | ブラジル       | イタリア         | アメリカ合衆国   |
| 2025年（第20回） | 32 | タイ                |                |                |                  |                  |

## メダルサマリー
| 順位               | 国/地域            | 金 | 銀 | 銅 | 計 |
| ------------------ | ------------------ | -- | -- | -- | -- |
| 1                  | ロシアa            | 7  | 2  | 4  | 13 |
| 2                  | 日本               | 3  | 3  | 1  | 7  |
| 3                  | キューバ           | 3  | 1  | 0  | 4  |
| 4                  | 中華人民共和国     | 2  | 3  | 1  | 6  |
| 5                  | セルビアb          | 2  | 0  | 1  | 3  |
| 6                  | アメリカ合衆国     | 1  | 2  | 2  | 5  |
| 7                  | イタリア           | 1  | 1  | 1  | 3  |
| 8                  | ブラジル           | 0  | 4  | 1  | 5  |
| 9                  | ポーランド         | 0  | 1  | 2  | 3  |
| 10                 | ペルー             | 0  | 1  | 1  | 2  |
| 11                 | ルーマニア         | 0  | 1  | 0  | 1  |
| 12                 | チェコスロバキア   | 0  | 0  | 2  | 2  |
| 12                 | 韓国               | 0  | 0  | 2  | 2  |
| 14                 | 北朝鮮             | 0  | 0  | 1  | 1  |
| 計 (国/地域数: 14) | 計 (国/地域数: 14) | 19 | 19 | 19 | 57 |

a  ソビエト連邦 の成績も含む。
b  セルビア・モンテネグロ の成績も含む。